# Iahnie de fasole
Iahnia de fasole sau fasolea scăzută, este o mâncare tradițională românească și se regăsește în mai toate zonele țării. Cu ocazia zilei naționale a României, la petrecerile din diverse orașe se servește iahnie de fasole la cazan. De obicei, se servește cu ciolan sau cârnați și cu murături. Cuvântul „iahnie” se trage din limba turcă drept yahni, cunoscut și în Bulgaria sub denumirea iahnija. Iahnia de fasole nu trebuie confundată cu fasolea bătută.

## Ingrediente
Pentru prepararea unei iahnii simple de fasole pentru 4 porții, dacă se consumă ca atare este nevoie de: 500g fasole uscată, 3 cepe, opțional 2 căței de usturoi, bulion de roșii, ulei, 1-2 frunze de dafin, verdețuri (pătrunjel, cimbru sau chiar și mărar sau tarhon) sare și piper.

## Preparare

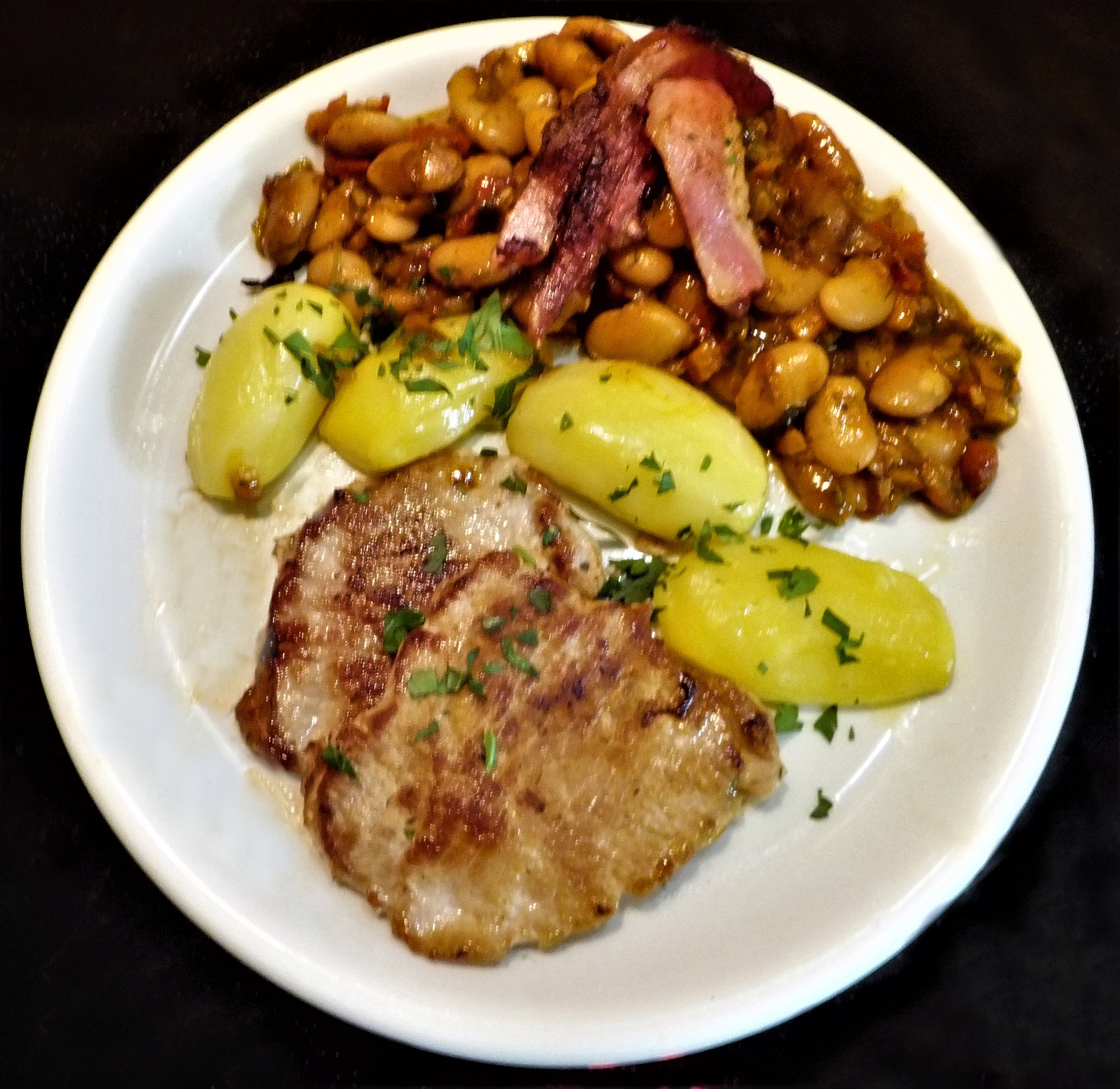
2 stecuri de porc cu cartofi din cuptor și iahnie de fasole boabe

Se pune fasolea la înmuiat cu o seară înainte, a doua zi se pune la fiert în 2-3 ape, se adaugă și 1/2 linguriță bicarbonat de sodiu. Se călește în ulei ceapa tăiată peștișor, se amestecă cu fasolea, se adaugă bulionul și frunzele de dafin. Se lasă să fiarbă împreună, spre sfârșit se adaugă sarea și verdețurile. Nu trebuie lăsată să scadă prea tare. Se mai poate rafina cu smântână.

## Servire
Se servește adesea cu cârnați prăjiți, costiță afumată sau alte afumături, preferat cu murături.